# 로그라이크

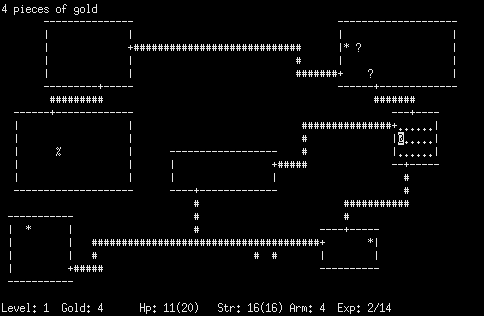
로그라이크라는 이름의 유래가 된 1980년 비디오 게임 《로그》의 절차 생성 던전

로그라이크(Roguelike, rogue-like)는 전통적으로 절차적으로 생성되는 레벨로 구성된 던전 탐험, 턴 기반의 게임플레이, 격자 기반의 움직임, 플레이어 캐릭터의 영구적 죽음 등으로 특징지어지는 롤플레잉 비디오 게임의 한 유형을 일컫는 말이다. 많은 로그라이크 게임들은 《던전 & 드래곤》과 같은 테이블톱 롤플레잉 게임으로부터의 영향을 반영하는 하이 판타지 서사를 기반으로 한다.
《비니스 애플 매너》(Beneath Apple Manor)와 같이 앞선 게임들이 있으나, 1980년 출시된 터미널 실행 ASCII 기반 게임인 《로그》를 그 효시로 본다. 1980년대와 1990년대에 대학생들과 컴퓨터 프로그래머들 사이에서 《로그》와 그 파생 게임들이 인기를 끌었으며, 대표적인 관련 게임으로 《핵》, 《넷핵》, 《에인션트 도메인스 오브 미스터리》, 《모리아》, 《앙그반드》, 《던전 크롤 스톤 수프》 등이 있다.
로그라이크 게임의 정확한 정의는 비디오 게임 공동체에서 논쟁의 대상으로 남아있다. 가정용 컴퓨터와 게임 시스템의 급속한 성능 향상, 인디 게임 개발의 빠른 성장으로 이러한 특징들의 일부만을 공유하고, 또한 다른 게임플레이 장르의 주 구성요소나 그래픽 스타일을 차용한 "로그라이크" 게임들이 등장했다. 이런 게임들의 일반적인 예는 《스펠렁키》, 《FTL: 패스터 댄 라이트》, 《바인딩 오브 아이작》, 《슬레이 더 스파이어》와 《하데스》에서 찾을 수 있다. 이러한 게임들을 전통적인 로그라이크와 구별하기 위해 로그라이트(rogue-lite)나 로그라이크라이크(roguelike-like)라 부르기도 한다.

## 같이 보기
- 롤플레잉 게임
- 절차적 생성
- MUD